# Vitis International Variety Catalogue
Vitis International Variety Catalogue (kurz VIVC) ist eine Datenbank zu den in offiziellen Rebsammlungen bekannten Rebsorten innerhalb der Familie der Vitis. VIVC wird vom Institut für Rebenzüchtung Geilweilerhof in Siebeldingen (Rheinland-Pfalz) verwaltet.
Die Arbeiten an der Datenbank begannen im Jahr 1983 und seit dem Jahr 1996 ist VIVC online zugänglich. Die Gründung der Datenbank wurde von der Vorgängerorganisation der Internationalen Organisation für Rebe und Wein, dem Internationalen Amt für Rebe und Wein, und dem International Board for Plant Genetic Resources, einer Vorgängerorganisation von Bioversity International unterstützt. Primäres Ziel der VIVC-Datenbank ist die Bereitstellung von Daten, die Rebzüchtern, Ampelographen (Rebsortenkundlern) und anderen Interessierten dienen können.

## Umfang
Bislang wurden gemeinfreie (public domain) Informationen aus 130 internationalen Institutionen in 45 Ländern ausgewertet und eingepflegt. Aktuell (Februar 2012) hat die Datenbank sicher mehr als 41.400 Datensätze zu über 18.000 Sorten. Ein Abruf nach dem Kriterium „Utilization“ mit allen fünf Ausprägungen ergab folgendes Bild:
| Ausprägung         | Anzahl Sorten | Anzahl Datensätze |
| ------------------ | ------------- | ----------------- |
| Nicht spezifiziert | 8.484         | 10.155            |
| Wein               | 9.686         | 31.243            |
| Tafeltrauben       | 4.725         | 17.585            |
| „Raisin“           | 113           | 805               |
| „Rootstock“        | 1.405         | 3.831             |

Diese Werte darf man aber nicht addieren, weil jeder Datensatz keinen, einen oder mehrere dieser Werte enthalten kann. Die Unterschiede zwischen Sortenzahl und Datensatzanzahl erklären sich dadurch, dass es pro „Holding Institution“ einen Datensatz gibt. Für Deutschland sind sieben „Holding Institutions“ in der Datenbank registriert, insgesamt 139.
VIVC stellt Informationen zur übergeordneten Familie, der Herkunft, der Erhaltungszüchter bzw. der Rebsammlungen sowie der bekannten Synonyme jeder Rebsorte zur Verfügung. Im Falle einer Neuzüchtung werden der Züchter sowie die Kreuzungspartner angegeben. Durch den Einsatz der DNA-Analyse werden vermehrt historisch entstandene natürliche Kreuzungen ermittelt. Auch diese Kreuzungspartner werden eingepflegt. In selteneren Fällen liegen auch Abbildungen sowie Geninformationen vor. Für manche Sorten gibt es Informationen zum Anbau in verschiedenen Ländern in verschiedenen Jahren (Table of area).